# Olympische Sommerspiele 1972/Teilnehmer (Mexiko)
| Gelbes Symbol für Goldmedaillen mit stilisierten Olympischen Ringen | Graues Symbol für Silbermedaillen mit stilisierten Olympischen Ringen | Braundes Symbol für Bronzemedaillen mit stilisierten Olympischen Ringen |
| ------------------------------------------------------------------- | --------------------------------------------------------------------- | ----------------------------------------------------------------------- |
| —                                                                   | 1                                                                     | —                                                                       |

Mexiko nahm an den Olympischen Sommerspielen 1972 in München mit einer Delegation von 174 Athleten (152 Männer und 22 Frauen) an 112 Wettkämpfen in 20 Sportarten teil. Fahnenträger bei der Eröffnungsfeier war der Schwimmer Felipe Muñoz.

## Teilnehmer nach Sportarten

### Bogenschießen
| Männer - José Almanzor - Rafel Aveleyra - Alfonso Jones | Frauen - Aurora Bretón - Francisca de Gutiérrez - Silvia de Tapia |

### Boxen
- Arturo Delgado
- José Luis Espinosa
- Juan Francisco García
- Salvador García
- Antonio Gin
- Sergio Lozano
- Emeterio Villanueva
- Alfonso Zamora
Silber  Bantamgewicht

### Fechten
- Roberto Alva
- Carlos Calderón
- Vicente Calderón
- Jorge Castillejos
- Hermilo Leal
- Luis Stephens

### Fußball
- Zwischenrunde
  - Tor
- 01 Rogelio Ruiz
- 12 Horacio Sánchez
  - Abwehr
- 02 Jesus Rico
- 03 José Luis Trejo
- 04 Juan Manuel Álvarez Álvarez
- 05 Enrique Martin del Campo
- 13 Francisco Barba
- 14 Salvador Márquez
  - Mittelfeld
- 06 Alejandro Hernández
- 07 Fernando Blanco
- 08 Lorenzo Reyes
- 15 José Ángel Talavera
- 18 Alejandro Peña
- 19 Manuel Borja
  - Sturm
- 09 Manuel Manzo
- 10 Daniel Razo
- 11 Leonardo Cuéllar
- 16 David Regalado
- 17 Alfredo Hernández

### Gewichtheben
- Jesús Conde
- Miguel Angel Medina

### Hockey
- 16. Platz
- Juan Calderón
- Víctor Contreras
- Manuel Fernández
- Enrique Filoteo
- Noel Gutiérrez
- José Miguel Huacuja
- Oscar Huacuja
- José María Mascaro
- Adán Noriega
- Manuel Noriega
- José Luis Partida
- Francisco Ramírez
- David Sevilla
- Javier Varela
- Rubén Vasconcelos
- Héctor Ventura
- Orlando Ventura

### Judo
- Luis Arredondo
- Epigmenio Exiga
- Raúl Foullon

### Kanu
- Roberto Altamirano
- Alejandro Amezcua
- Horacio Flores
- Juan Martínez
- Felipe Ojeda
- Gilberto Soriano
- Hermelindo Soto

### Leichtathletik
- Pedro Aroche
- Ismael Avila
- Raúl González
- Gabriel Hernández
- Juan Martínez
- Pedro Miranda
- José Oliveros
- Alfredo Peñaloza
- Mario Pérez
- Jacinto Sabinal
- Rafael Tadeo

### Moderner Fünfkampf
- Juan José Castilla
- Eduardo Olivera
- Gilberto Toledano

### Radsport
- Agustín Alcántara
- Arturo Cambroni
- Antonio Hernández
- Francisco Huerta
- Jesús Sarabia
- Francisco Vázquez

### Reiten
- David Bárcena
- Maríano Bucio
- Fernando Hernández
- Eduardo Higareda
- Ramón Mejía
- Manuel Mendívil
- Elisa Pérez de las Heras
- Joaquín Pérez

### Ringen
- Alberto Bremauntz
- Raúl García
- Enrique Jiménez
- Alfredo López
- Moisés López
- Florentino Martínez
- Vicente Martínez
- Alfredo Olvera
- Gabriel Ruz

### Rudern
- Arturo Figueroa
- Juan López
- José Luis Morales
- Arcadio Padilla
- José Luis Rion
- Miguel Ruiz
- Federico Scheffler
- Ricardo Scheffler
- Guillermo Spamer

### Schießen
- David Alkon
- Juan Bueno
- Jesús Elizondo
- Homero Laddaga
- Ernesto Montemayor junior
- Nuria Ortíz
- Juventino Sánchez
- Mario Sánchez
- Olegario Vázquez Raña
- Fernando Walls

### Schwimmen
| Männer - Alberto García - Guillermo García - Ricardo Marmolejo - Felipe Muñoz - José Luis Prado - Rafael Rocha - Gustavo Salcedo - José Joaquín Santibáñez - Roberto Strauss - Jorge Urreta - José Urueta - Hugo Valencia | Frauen - Norma Amezcua - Virginia Anchestegui - Marcia Arriaga - María Ballesteros - Ana Elena de la Portilla - Grisel Mendoza - María Teresa Ramírez - Leonor Urueta - Laura Vaca - María Cecilia Vargas |

### Segeln
- Armando Bauche
- Roberto Colliard
- Daniel Escalante
- Esteban Gerard
- Miguel Rábago
- Lorenzo Villaseñor

### Turnen
| Männer - Rogelio Mendoza | Frauen - Hilda Amezaga - Ana María Casas - Patricia García - María Antonieta Hernández - Patricia Ollinger - Laura Rivera |

### Wasserball
- 13. Platz
- Maximiliano Aguilar
- Raúl Alanis
- Rafael Azpeitia
- Ricardo Chapa
- Armando Fernández
- Francisco García
- Juan Manuel García
- Víctor García
- Daniel Gómez
- Alfredo Sauza
- Arturo Valencia

### Wasserspringen
| Männer - Porfirio Becerril - Carlos Girón - José Robinson | Frauen - Bertha Baraldi |